# Vetenskapsåret 1713

## Händelser
- 9 september - Nicolas Bernoulli beskriver Sankt Petersburgparadoxen i ett brev till Pierre Rémond de Montmort.
- Jakob Bernoullis mest kända verk, Ars Conjectandi, publiceras postumt. Boken innehåller viktig forskning inom sannolikhetsteori, däribland ett bevis för de stora talens lag.
- William Cheselden publicerar Anatomy of the Human Body, vilket blir ett populärt verk om anatomi, delvis på grund av att det är skrivet på engelska istället för latin.
- Andra utgåvan av Isaac Newtons Philosophiæ Naturalis Principia Mathematica publiceras med en inledning av Roger Cotes och en essä av Newton kallad General Scholium, där den kända frasen "Hypoteses non fingo" finns med.
- Daniel Gabriel Fahrenheit börjar använda kvicksilver istället för alkohol i sina termometrar.
- Andrew Robins bygger den första skonaren i Glouchester, Massachusetts.

## Födda
- 15 mars - Nicolas Louis de Lacaille (död 1762), fransk astronom.
- 3 maj - Alexis Claude Clairault (död 1765), fransk matematiker.
- 10 september - John Needham (död 1781), engelsk biolog.

## Avlidna
- 20 oktober - Archibald Pitcairne (född 1652), skotsk läkare.
- Francis Hauksbee (född 1666), brittisk vetenskapsman